# Víctor Silva Tejeda
Víctor Manuel Silva Tejeda es un político mexicano miembro del Partido Revolucionario Institucional y economista especializado en desarrollo regional egresado de la Universidad Nacional Autónoma de México. Actualmente es Presidente del Comité Directivo Estatal del Partido Revolucionario Institucional en Michoacán, anteriormente fungía como delegado federal de la Secretaría de Desarrollo Social en Michoacán, luego de haber sido presidente de la mesa directiva del Honorable Congreso de Michoacán y haber sido coordinador general de campaña del entonces candidato Enrique Peña Nieto a la Presidencia de la República, también en el Estado de Michoacán.
Nació en Tancítaro, Michoacán el 2 de abril de 1956, aunque gran parte de su infancia y juventud la vivió en Coalcomán, Michoacán. Está casado y es padre de tres hijos. 

## Carrera
Ha sido dos veces diputado federal por el Distrito XII con cabecera en Los Reyes, Michoacán, así como también dos veces diputado local, en una primera ocasión por el distrito XIV con cabecera en Los Reyes en 1992 y en la segunda ocasión por la vía de representación proporcional, en el año de 2012 donde presidió la mesa directiva del Honorable Congreso del Estado de Michoacán.
Ha sido dirigente estatal del Partido Revolucionario Institucional de 1994 a 1996, y en 1995 coordinó los trabajos de su partido en la contienda al Gobierno de Michoacán entre Víctor Manuel Tinoco Rubí del PRI, Felipe Calderón Hinojosa del PAN y Cristóbal Arias Solís del PRD. De igual modo ha sido delegado general del Comité Ejecutivo Nacional del PRI en 11 estados del país, incluyendo en el año de 2009 el Estado de México.
En 2011 fue mencionado como uno de los posibles candidatos del PRI a Gobernador de Michoacán, donde finalmente declinó a sus aspiraciones para abonar en la candidatura de Fausto Vallejo.
Víctor Manuel Silva Tejeda ha ocupado cargos en la administración pública federal y estatal, tales como coordinador de asesores del subsecretario de gobierno de la Secretaría de Gobernación en 1997, oficial mayor de gobierno del Estado de Michoacán en 1993, secretario particular del gobernador Ausencio Chávez Hernández en 1992, subsecretario de gobierno en el estado en 1992, delegado federal de pesca en el estado en 1991 y director administrativo de delegaciones federales (SECOFI) en 1986.